# 대서양원류
대서양원류(Atlantogenata)는 빈치류와 아프로테리아상목을 포함하는 유태반류의 계통군이다.